# Gagnamagnið
Gagnamagnið är ett isländskt band som tävlade i Eurovision Song Contest 2021 med låten 10 Years tillsammans med sångaren Daði Freyr. De skulle även ha tävlat år 2020 som blev inställt på grund av covid 19-pandemin.
Medlemmar: Daði Freyr,
Árný Fjóla Ásmundsdóttir,
Sigrún Birna Pétursdóttir,
Hulda Kristín Kolbrúnardóttir,
Stefán Hannesson och
Jóhann Sigurður Jóhannsson.